# Casa Minerva
Casa Minerva és un edifici unifamiliar residencial del municipi de Tarragona protegit com a bé cultural d'interès local. Anomenat Casa de la Minerva, ja que, en excavar, als seus fonaments es van trobar restes romanes entre les quals hi havia un bust de marbre de Minerva, que conserven els hereus de la família Bridgman a Madrid.
Eduard Bridgman, destacat industrial de la ciutat molt vinculat a la indústria del Gas, encarregà una casa per demostrar l'status social, per això la qualitat de trencaaigües i de les llindes. Cal ressenyar la importància de les decoracions enfront d'altres cases dissenyades pel mateix arquitecte i al mateix temps el caràcter unifamiliar. Sobresurt del conjunt la porta d'accés, la solució de la zona de la cotxera i el jardí al terrat.
Les transformacions en Cambra de Comerç van malmetre el disseny originari i l'addició de la galeria a la part superior no queda integrada amb la resta del conjunt, a més de les obertures a les altres façanes. Al mateix temps es va transformar de forma important la disposició de l'interior.
A la façana principal es conserva un escut franquista amb blasó de Tarragona.

## Descripció
Palauet vuitcentista anomenat Casa de la Minerva, ja que, en excavar, als seus fonaments es van trobar restes romanes entre les quals hi havia un bust de marbre de Minerva, que conserven els hereus de la família Bridgman a Madrid.
De front dona al Mediterrani, amb orientació sud-est, essent tota la casa un finestral obert. L'edifici és de pedra tallada, amb una galeria seguida de columnes a la segona planta.

## Història
El 1883, el solar va ser adquirit per Eduard Bridgman, tarragoní descendent d'anglesos, el qual va encarregar el projecte a Ramon Salas i Ricoma, finalitzant les obres el 1899. A la seva mort el 1914 l'edifici va passar a ser propietat de Maria Eguinoa, vídua de Bridgman.
El 1914, es van fer obres al portal d'entrada segons el projecte de l'arquitecte Alfons Barbà Miracle.
L'1 de febrer de 1936 va ser adquirit per la Cambra de Propietat Urbana. Després, el 1938, amb la guerra, la façana, arran els bombardejos, patí desperfectes.
El 1977-79, es van fer les obres de reconstrucció, segons el projecte de l'arquitecte Antoni Pujol i Niubó i seguint les primeres directrius de Salas i Ricomà.